# Rhododendron sheilae
Rhododendron sheilae är en ljungväxtart som beskrevs av Herman Otto Sleumer. Rhododendron sheilae ingår i släktet rododendron, och familjen ljungväxter. Inga underarter finns listade i Catalogue of Life.